# Dodești
Dodești je rumunská obec v župě Vaslui. Žije zde přibližně 1 500 obyvatel. Skládá se ze dvou částí.

## Části obce
- Dodești – 1 318 obyvatel
- Urdești – 226 obyvatel